# Lords of the Fallen (jeu vidéo, 2023)
Lords of the Fallen est un jeu vidéo d'action et de rôle développé par Hexworks et édité par CI Games. Successeur du jeu vidéo du même nom datant de 2014, il sort le 13 octobre 2023 sur Microsoft Windows, PlayStation 5 et Xbox Series.

## Développement
En décembre 2014, Tomasz Gop, le producteur exécutif de Lords of the Fallen (2014), a confirmé le développement d'une suite. En mai 2015, CI Games a annoncé que le jeu sortirait en 2017 et a confirmé que Deck13 Interactive, le développeur principal du premier jeu, ne serait pas impliqué. Gop a révélé en 2017 que le jeu avait passé deux ans au stade du concept et que l'équipe de développement a été réduite à la suite de la sortie décevante de Sniper: Ghost Warrior 3. CI Games a annoncé que Defiant Studios dirigerait le développement du jeu en 2018 et qu'il redémarrerait le développement du jeu à partir de zéro. Cependant, un an plus tard, le contrat a été rompu car l'éditeur jugeait leurs travaux "inadéquats". CI Games a ensuite fondé Hexworks en 2020, dirigé par Saul Gascon, producteur exécutif, et Cezar Virtosu, directeur créatif, pour travailler sur le jeu. Lords of the Fallen est développé sous Unreal Engine 5.
Le jeu a été officiellement révélé par CI Games lors de la Gamescom 2022 sous le nom de The Lords of the Fallen. Il a ensuite été rebaptisé simplement Lords of the Fallen en mars 2023. Virtosu a révélé que le jeu s'appelait autrefois Lords of the Fallen: The Dark Crusade. Il sort le 13 octobre 2023 sur Microsoft Windows, PlayStation 5 et Xbox Series.
Au final, le développement de Lords of the Fallen aura duré 4 ans, mobilisant 90 développeurs en interne et plus de 400 collaborateurs. Selon Marek Tyminski, PDG de CI Games, « Lords of the Fallen est le jeu le plus important et le plus ambitieux que [CI Games ait] développé en 20 ans d'histoire, et le premier de [sa] nouvelle gamme de jeux AAA prévus pour les années à venir »,.

## Accueil

### Ventes
En octobre 2023, seulement 10 jours après sa sortie, Lords of the Fallen atteint le million de ventes.

Du 18 au 22 avril 2025, l'arrivée de la mise à jour 2.0 a permis de générer environ 200 000 ventes, selon Marek Tymiński, PDG de CI Games,.